# ネガネットワーク
ネガネットワーク（ハングル:내가네트워크、英語:Nega Network）は、ソウル特別市に存在する韓国のレコード・レーベル、芸能事務所である。
2003年1月にユン・イルサン、ランス・ユンスク・チェ、チョ・ヨンチョルによって設立された。
2014年、NHメディアと共同でNH EMG（Global H Media）を設立。

## 所属

### グループ
- LUNAFLY
- LITTLES

### プロデューサー
- キム・イアナ
- ユン・イルサン

## 過去の所属
- Brown Eyed Girls（2006年 - 2015年）
- EZ-Life
- iM
- Sunny Hill（2010年 - 2011年）
- Springkler
- PDIS
- メイ・ドニ
- LC9（2013年 - 2015年）
- LABOUM（Interpark Music Plusに移籍）